# Prince
Prince Rogers Nelson (Minneapolis, 7. lipnja 1958. – Chanhassen, Minnesota, 21. travnja 2016.), poznatiji samo kao Prince, bio je američki kantautor. Od 1978. godine do danas Prince je jedan od najpopularnijih i najutjecajnijih glazbenika. U početku se bavio žanrovima poput funka i soula, ali s vremenom ga počinju inspirirati i jazz, rock i hip-hop. Njegove pjesme su često vrlo seksualne i pune mašte, a kasnije se na kratko vrijeme počinje baviti i vjerskim temama. Napisao je preko tisuću pjesama, što za sebe, što za ostale glazbenike. Prince je pisao, skladao i producirao potpuno samostalno. Poznat je i po tome što je tijekom snimanja sam odsvirao većinu instrumenata. Bio je začetnik „Minneapolis sounda” kasnih 1970-ih. To je žanr koji kombinira funk rock sa synthpopom i novim valom.
Probija se ranih 1980-ih godina uz album 1999 i pjesmu „Little Red Corvette” čiji je spot bio jedan od prvih spotova jednog crnog umjetnika na MTV-ju. Tokom ostatka osamdesetih je izbacio hitove poput „Purple Rain”, „Kiss”, „Let's Go Crazy” i „Raspberry Beret”. U tom razdoblju je radio na tri filma u kojima je glumio glavne uloge i za koje je skladao glazbu.
Početkom 1990-ih Prince je počeo prosvjedovati protiv svojeg izdavača (Warner Bros.) tako da je izbacio gomilu albuma u kratkom roku kako bi se riješio ugovorom obvezane količine albuma koju je trebao napraviti s njima. Istovremeno mijenja svoje ime u „Love Symbol #2” zbog čega dobiva nadimak „The Artist” ili „The Artist Formerly Known as Prince” (skraćeno AFKAP). Nakon što je napravio svoj zadnji album za Warner Bros. (Chaos and Disorder) Prince izdaje album Emancipation čiji se naslov albuma odnosi na njegovo oslobođenje.
Tokom 2000-ih izbacuje kritički priznate albume poput Musicology i 3121. Prince je 2007. održao koncert tokom poluvremena 41. Super Bowla na pozornici u obliku njegovog simbola.

## Diskografija

### Studijski albumi:
| - 1978. - For You - 1979. - Prince - 1980. - Dirty Mind - 1981. - Controversy - 1982. - 1999 - 1984. - Purple Rain - 1985. - Around the World in a Day - 1986. - Parade - 1987. - Sign o' the Times - 1988. - Lovesexy - 1989. - Batman - 1990. - Graffiti Bridge - 1991. - Diamonds and Pearls | - 1992. - Love Symbol Album - 1993. - The Hits/The B-Sides - 1994. - Come - 1994. - The Black Album - 1995. - The Gold Experience - 1996. - Chaos & Disorder - 1996. - Emancipation - 1998. - Crystal Ball / The Truth - 1999. - The Vault... Old Friends 4 Sale - 1999. - Rave Un2 the Joy Fantastic - 2001. - The Rainbow Children - 2002. - One Nite Alone... - 2003. - Xpectation | - 2003. - N.E.W.S. - 2004. - Musicology - 2004. - The Chocolate Invasion - 2004. - The Slaughterhouse - 2006. - 3121 - 2007. - Planet Earth - 2008. - Indigo Nights/Live Sessions - 2009. - Lotusflow3r / MPLSOUND - 2010. - 20Ten - 2014. - Plectrumelectrum - 2014. - Art Official Age - 2015. - HITnRUN Phase One - 2015. - HITnRUN Phase Two |

### Posmrtni albumi:
- 2018. - Piano and a Microphone 1983
- 2019. - Originals
- 2021. - Welcome 2 America

### Live albumi:
- 2002. - One Nite Alone... Live! / One Nite Alone... The Aftershow: It Ain't Over
- 2004. - C-Note
- 2008. - Indigo Nights
- 2022. - Prince and the Revolution: Live

## Vanjske poveznice
- Službena stranica